# James Hennessy

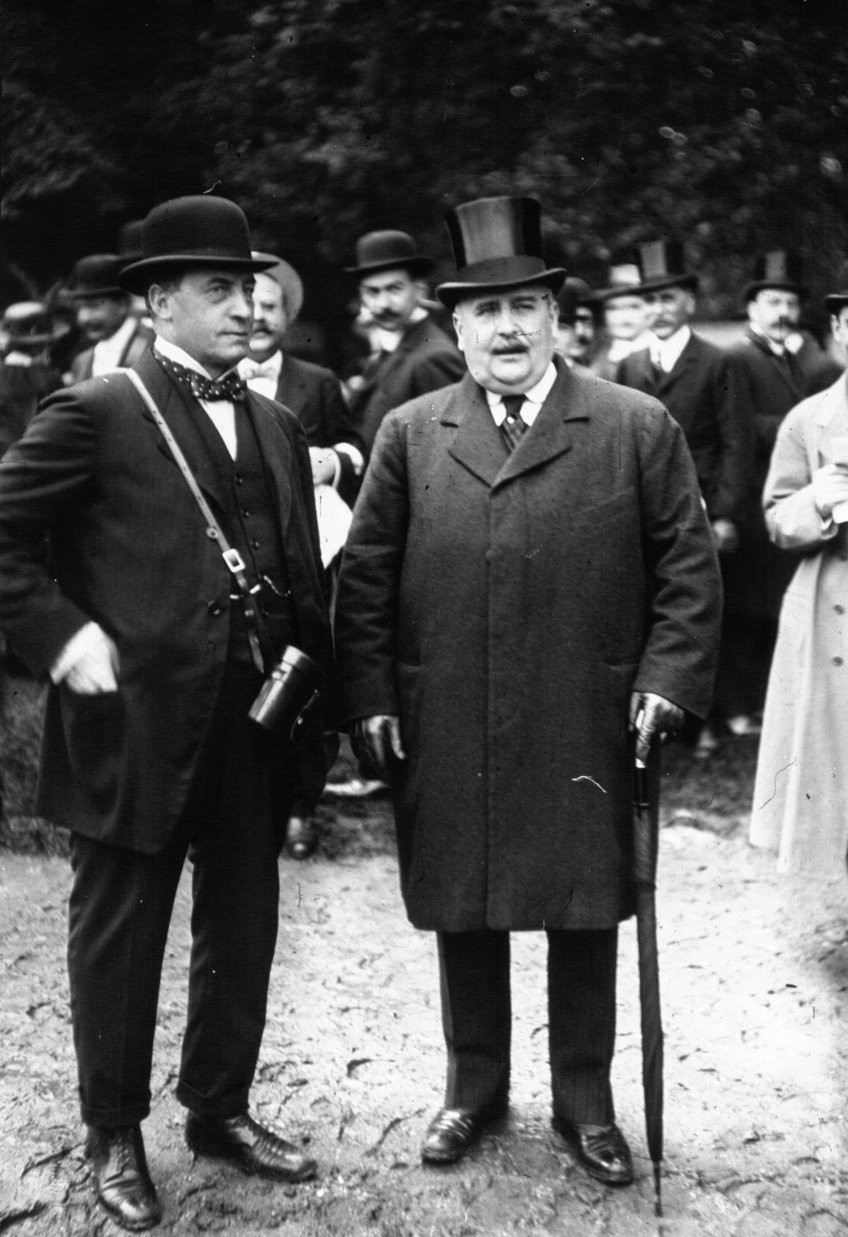

James Hennessy, född 26 juli 1867, död 16 maj 1945, var en fransk politiker och industriidkare.
Hennessy blev deputerad 1906 och senator 1921. James Hennessy ägde tillsammans med brodern Jean Hennessy stora vinodlingar i Charente och den kända konjaksfirman i Cognac, Hennessy.